# Ivaná
Ivaná es un municipio de sexta categoría perteneciente a  la provincia de Batanes en la Región Administrativa de Valle del Cagayán.

## Geografía
Este municipio ocupa la esquina suroeste de la isla de Batán,  perteneciente al archipiélago de las Batanes, situado en el estrecho de Luzón entre la isla de  Luzón y  la  de Formosa. Este grupo de islas constituyen la provincia filipina más septentrional.
Tiene una extensión superficial de 16.54 km² y según el censo del 2007, contaba con una población de 1.181 habitantes, 1.249 el día primero de mayo de 2010

### Ubicación
| Noroeste:Estrecho de Luzón        | Norte: Mahatao          | Noreste: Océano Pacífico    |
| Oeste: Mar de la China Meridional |                         | Este: Uyugan                |
| Suroeste: Sabang                  | Sur: Canal de Balintang | Sureste: Canal de Balintang |

### Barangayes
Ivaná se divide administrativamente en 4 barangayes o barrios, tres carácter rural y Radiwan  urbano.
| Barangay            | Población (2010) | Código (2012) |
| ------------------- | ---------------- | ------------- |
| Radiwan             | 368              | 020903001     |
| Salagao             | 319              | 020903002     |
| San Vicente (Igang) | 230              | 020903003     |
| Tuhel (Población)   | 332              | 020903004     |